# Nașterea lui Iisus Hristos
Nașterea Domnului, Nașterea lui Iisus sau denumită pe scurt Nașterea se referă la descrierea nașterii lui Iisus Hristos, așa cum apare în Evanghelia după Luca și cea după Matei și uneori la descrierea din unele texte apocrife.
Evanghelia canonică a lui Luca cât și cea a lui Matei descriu pe Iisus ca fiind născut în Betleem, Iudeea din mamă fecioară. În relatarea din Evanghelia după Luca, Iosif și Maria călătoresc de la Nazaret la Betleem pentru recensământ, iar Iisus este născut acolo și pus într-o iesle. Îngeri apar și declară că Iisus este  un salvator al întregii omeniri și păstorii vin ca să-l adore. În relatarea lui Matei, magii urmează o stea până la Betleem pentru a aduce daruri lui Iisus, născut ca regele iudeilor. Regele Irod ordonă masacrul tuturor băieților din Betleem care au mai puțin de doi ani, dar familia lui Iisus fuge în Egipt, iar mai târziu se restabilește în Nazaret.
Crăciunul este sărbătoarea creștină a nașterii lui Isus, celebrată la 25 decembrie (în calendarul gregorian) sau 7 ianuarie (în calendarul iulian) în fiecare an. 
Unele culte cum ar fi cele neoprotestante, nu sărbătoresc Nașterea Domnului sau Crăciunul susținând că nu există nici o dovadă biblică că Iisus s-ar fi născut pe această dată și că, din contra, există dovezi care arată că Iisus nu s-a născut pe această dată.

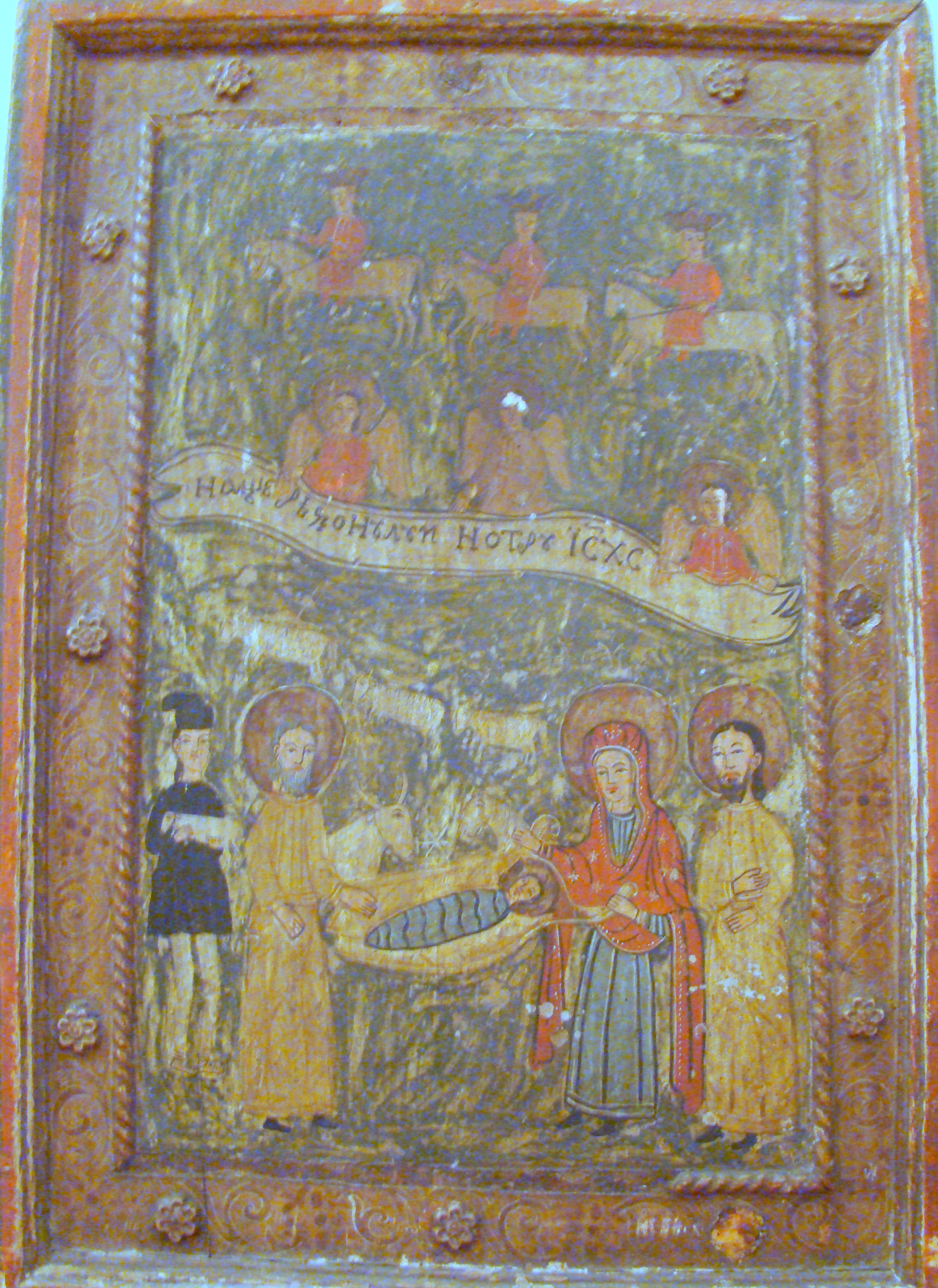
Nașterea Domnului, icoană din patrimoniul muzeului grăniceresc năsăudean

## Semnificație

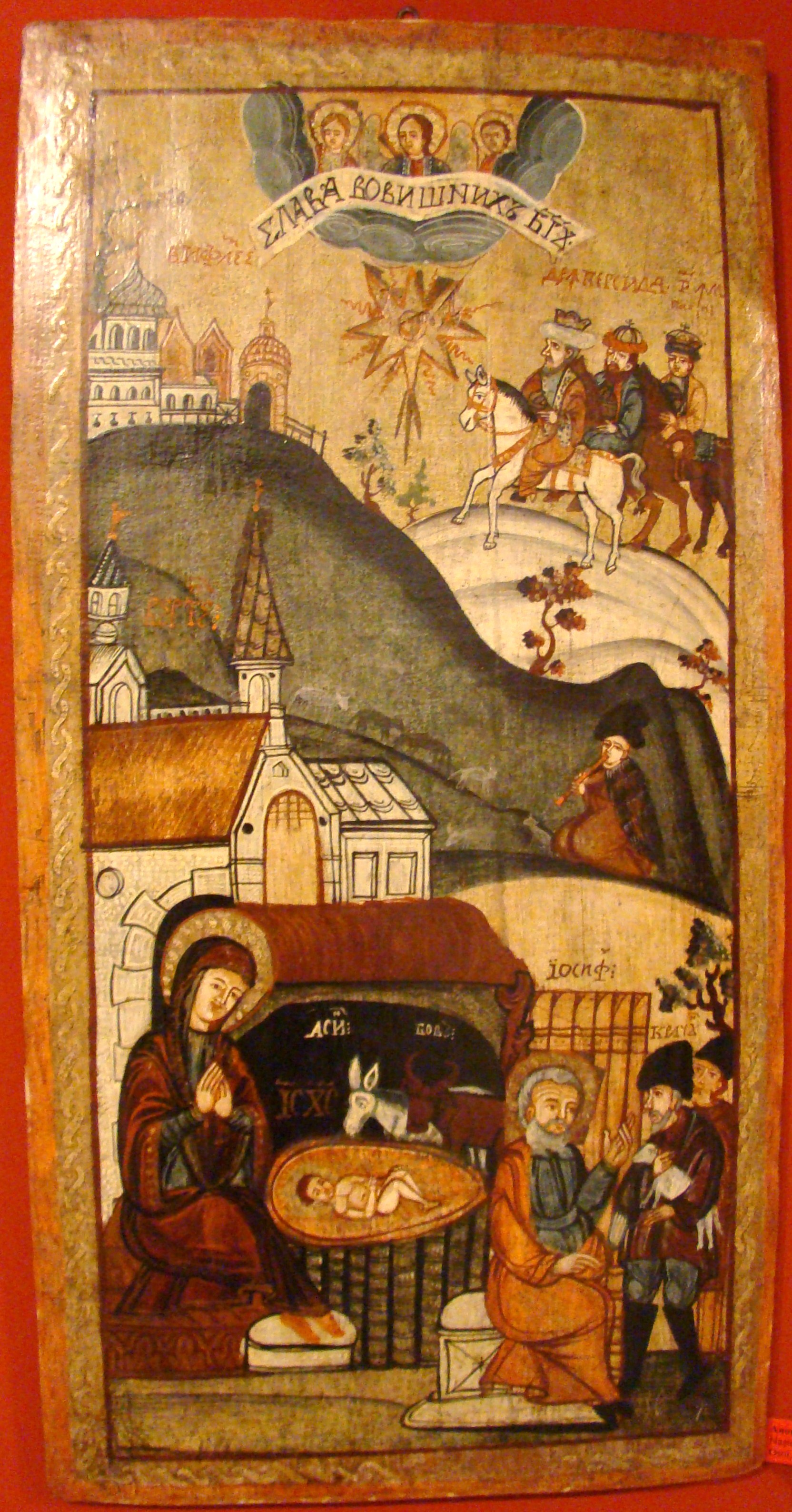
Nașterea Domnului, icoană din patrimoniul bisericii de lemn din Osoi

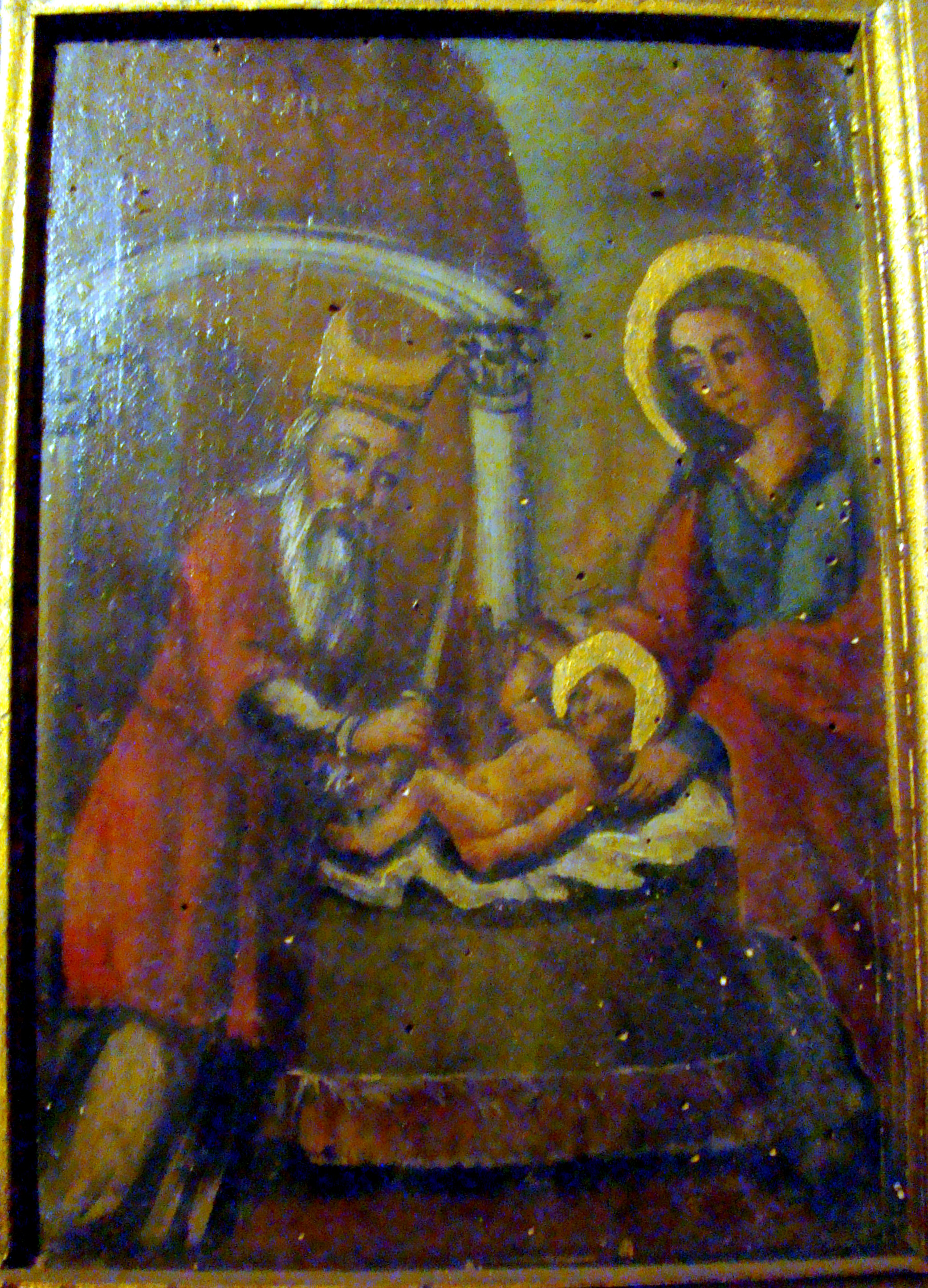
Nașterea Domnului, icoană din colecția Protopopiatului Beiuș

În teologia creștină Nașterea lui Iisus se referă la Întruparea lui Isus ca al doilea Adam ca împlinire a voinței divine a lui Dumnezeu, dezlegarea daunelor cauzate de căderea primului om, Adam. Reprezentarea artistică a Nașterii Domnului (en) a fost un subiect major pentru artiștii creștini din secolul al IV-lea. Începând cu secolul al XIII-lea, Scena Nașterii a subliniat umilința lui Iisus și a promovat o imagine diferită de simbolistica timpurie ca "Domnul și Stăpân", afectând abordările de bază ale evanghelizării pastorale creștine.

## Analize istorice

### Data nașterii
Iată ce se spune într-o enciclopedie: „Motivul pentru care sărbătoarea Crăciunului se ține la 25 decembrie este destul de obscur, dar în general se crede că această zi a fost aleasă ca să coincidă cu sărbătorile păgâne care se țineau în preajma solstițiului de iarnă, când zilele încep să crească, pentru a se celebra "renașterea soarelui". Saturnaliile romane (o sărbătoare dedicată lui Saturn, zeul agriculturii, și forței reînnoite a soarelui) se țineau tot în acea perioadă și se consideră că unele obiceiuri de Crăciun își au rădăcinile în această sărbătoare păgână antică“. — The Encyclopedia Americana (1977), vol. VI, p. 666.
O altă lucrare declară: „Data nașterii lui Cristos nu se cunoaște. Evangheliile nu indică nici ziua, nici luna acesteia. Potrivit ipotezei lui H. Usener, care este acceptată în prezent de cei mai mulți erudiți, data nașterii lui Cristos a fost fixată la solstițiul de iarnă (25 decembrie în calendarul iulian, 6 ianuarie în cel egiptean), pentru că în această zi, în care soarele își începe drumul înapoi spre cerul nordic, închinătorii păgâni ai lui Mithra celebrau dies natalis Solis Invicti (ziua nașterii soarelui invincibil). La 25 decembrie 274, Aurelian a proclamat zeul-soare drept principalul zeu protector al imperiului și i-a dedicat un templu în Campus Martius. Crăciunul a luat ființă într-un timp când cultul soarelui era deosebit de înfloritor la Roma“. — New Catholic Encyclopedia (1967), vol. III, p. 656.
Cercetători moderni, cum ar fi E. P. Sanders,  Geza Vermes și Marcus Borg consideră narațiunile privind nașterea lui Isus ca fiind non-istorice, argumentând că există contradicții între ele. Pe de altă parte, cercetătorul biblic Mark D. Roberts încearcă să găsească o relatare armonizată a nașterii lui Iisus, susținând că orice contradicție poate fi reconciliată. Mulți cercetători biblici consideră discuția privind istoricitatea ca fiind secundară, având în vedere că evangheliile au fost scrise în primul rând ca documente teologice și nu ca relatări istorice.
Relatările din cele două evanghelii din Noul Testament nu menționează o dată sau un an al nașterii lui Isus, iar Karl Rahner afirmă că, în general, evangheliile nu oferă suficiente detalii asupra datelor spre satisfacția cerințelor istoricilor moderni. Cei mai mulți cercetători moderni nu văd poveștile nașterii din Luca și Matei drept fapte istorice reale, iar, din acest motiv, nu le consideră drept o metodă de încredere pentru a determina data nașterii lui Isus. Karl Rahner afirmă că autorii evangheliilor s-au concentrat în general pe elemente teologice mai degrabă decât pe cronologii istorice.

### Nu s-a născut iarna
Turmele de oi. Păstorii trăiau sub cerul liber și . . . făceau noaptea de strajă lângă turmele lor (Luca 2:8). O carte remarcă faptul că oile stăteau sub cerul liber începând cu săptămâna dinaintea Paștelui [sfârșitul lunii martie] până la jumătatea lunii noiembrie. Apoi adaugă: Iarna [oile] stăteau în staule, iar acest amănunt este suficient pentru a înțelege că data la care se ține de obicei Crăciunul, într-o lună de iarnă, este puțin probabil să fie corectă, deoarece Evanghelia spune că păstorii se aflau pe câmp (Daily Life in the Time of Jesus).

## Legături externe
- Când s-a născut Isus, jw.org/ro
- Nașterea lui Iisus, Hristosul, ro.orthodoxwiki.org

## Vezi și
- Crăciun
- Nașterea Domnului în artă